# Onmensen
De Onmensen (Engels: Inhumans) zijn een door de Kree gemuteerd mensenras in de Marvel Comics, bedacht door Stan Lee en Jack Kirby.

## Geschiedenis
De Onmensen zijn ontstaan door genetische experimenten van de buitenaardse Kree met de vroege mens, net zoals de Skrull het Deviant-ras voortbracht. Oorspronkelijk werden deze rassen gecreëerd om strijders voor de desbetreffende imperia op te leveren. Zo brachten de Celestials het Eternals-ras voort. Nadat deze praktijk werd gestopt, ontwikkelde de Onmensen zich als beste. Ze ontdekten de 'Terrigan Mist', een katalysator waardoor ze konden muteren. Dit resulteerde voor de meeste, zo niet alle Onmensen, in zowel een deformatie van vorm alsook een vergroting van de ingeboren kracht. Voor sommigen betekende dat een monsterlijk uiterlijk, zoals Lockjaw. Anderen kregen zoveel kracht dat ze ingeperkt moesten leven (Blackbolt). Alle leden van dit ras hebben een supergave. Ze kwamen in Nederland voor het eerst voor in de strips van de Fantastic Four.

## Residentie
Zij leefden voorheen recentelijk in de citadel Attilan op een geheime locatie in de Himalaya, maar waren in verband met luchtverontreiniging gedwongen te verhuizen naar het Blauwe gedeelte van de maan. Dit ging met de hulp van de Fantastic Four.

## Bekende Onmensen
Bekende Onmensen zijn Blackbolt, Medusa, Crystal, Maximus, Gorgon, Karnak, Lockjaw en Triton.

## Marvel Cinematic Universe
De Onmensen maken voor het eerst hun opwachting binnen het Marvel Cinematic Universe in het tweede seizoen van de tv-serie Agents of S.H.I.E.L.D.. In dit seizoen blijkt dat de Kree in een ver verleden al geprobeerd hebben om mensen te muteren tot sterkere levensvormen om als soldaten te dienen. Hiervoor werd gebruikgemaakt van buitenaardse apparaten genaamd Diviners. Deze Diviners zijn in het heden deels in handen van HYDRA, die er wapens van probeert te maken, en deels in handen van reeds veranderde onmensen. Halverwege seizoen 2 wordt Skye, wiens moeder een onmens blijkt, door een Diviner in een onmens veranderd.